# Eastern-Air-Lines-Flug 898
Der Eastern-Air-Lines-Flug 898 (Flugnummer: EA898, Funkrufzeichen EASTERN 898) war ein US-amerikanischer Inlandsflug vom Miami International Airport in Florida zum Raleigh-Durham International Airport in North Carolina. Am 4. Dezember 1971 kollidierte auf diesem Flug die eingesetzte Douglas DC-9-31 im Endanflug mit einer privaten Cessna U206 Super Skywagon. Bei dem Unfall wurden die beiden Insassen der Cessna getötet. Alle anderen beteiligten Personen überstanden den Zwischenfall unverletzt.

## Beteiligte Maschinen

### Douglas DC-9-31 der Eastern Airlines
Das erste betroffene Flugzeug war eine Douglas DC-9-31, die im Werk von McDonnell Douglas in Long Beach im Bundesstaat Kalifornien endmontiert wurde. Das Flugzeug trug die Werksnummer 47166, es handelte sich um die 265. Douglas DC-9 aus laufender Produktion. Das Roll-out der Maschine erfolgte am 30. Januar 1968. Die Maschine wurde dann mit dem Luftfahrzeugkennzeichen N8943 zugelassen und am 13. Februar 1970 zur Auslieferung an die Eastern Air Lines freigegeben, bei welcher die Maschine seitdem mit der Flottennummer 943 in Betrieb war. Die Passagierkapazität der Kabine betrug 99 Sitzplätze: 12 First-Class-Sitze und 87 Economy-Class-Sitze. Das zweistrahlige Schmalrumpfflugzeug war mit zwei Turbojettriebwerken des Typs Pratt & Whitney JT8D-7B ausgestattet. Bis zum Zeitpunkt des Unfalls hatte die Maschine eine Gesamtbetriebsleistung von 10.304 Betriebsstunden absolviert.

#### Besatzung und Passagiere
Den Flug von Miami nach Raleigh hatten 23 Passagiere angetreten. Es befand sich eine vierköpfige Besatzung an Bord:
- Der 44-jährige Flugkapitän Neal G. Boswell war am 3. Januar 1955 durch die Eastern Air Lines angestellt worden. Er wurde in der Folgezeit zum Zweiten und anschließend zum Ersten Offizier an Bord der Boeing 720 fortgebildet. Seine Musterberechtigung zum Führen der Douglas DC-9 hatte er am 8. Juni 1969 erhalten. Boswell verfügte über 6.446:34 Stunden Flugerfahrung, wovon er 1.379:34 Stunden an Bord der Douglas DC-9 absolviert hatte.
- Der 33-jährige Erste Offizier B. E. Dragland gehörte seit dem 20. Juni 1966 der Eastern Air Lines an. Er wurde zum Ersten Offizier an Bord der Douglas DC-9 sowie der Convair CV-440 ausgebildet, außerdem zum Zweiten Offizier an Bord der Lockheed L-188 Electra. Dragland hatte 2.242:38 Stunden Flugerfahrung, davon hatte er 1.893:28 Stunden an Bord der Douglas DC-9 absolviert.
- Die Flugbegleiterin Charlotte Avchens gehörte der Eastern Air Lines seit August 1967 an.
- Die Flugbegleiterin Shannon Henry arbeitete seit Juni 1968 für die Eastern Air Lines.

### Private Cessna U206 Super Skywagon

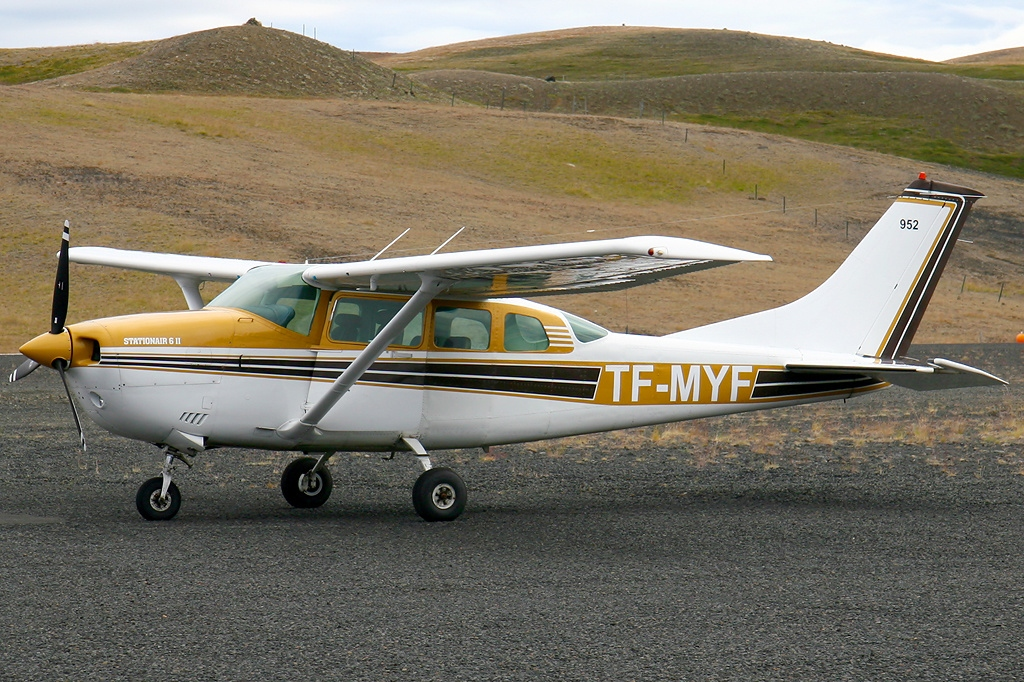
Ein Flugzeug vom Typ Cessna U206 Super Skywagon

Das zweite Flugzeug war eine in Privatbesitz befindliche Cessna U206 Super Skywagon mit der Werknummer U206-0310 und dem Luftfahrzeugkennzeichen N2110F. Das Lufttüchtigkeitszeugnis der Maschine wurde am 21. November 1964 erteilt. Das einmotorige Leichtflugzeug wurde von einem 210 kW (285 PS) starken Triebwerk des Typs Continental IO-520-A angetrieben. Die Gesamtbetriebsleistung der Maschine belief sich auf 1.498 Betriebsstunden.

#### Insassen
An Bord der Cessna befanden sich der Pilot Willis Smith Jr. sowie ein Passagier. Im Rahmen einer medizinischen Untersuchung im September 1971 gab Smith an, über 1.000 Stunden Flugerfahrung in der allgemeinen und über 1.500 Stunden Erfahrung in der militärischen Luftfahrt zu verfügen.

## Wetter
Der Himmel über Raleigh war am Tag des Unfalls bewölkt, die Wolkendecke befand sich in 4.500 Fuß (ca. 1370 Meter) Höhe.

## Unfallhergang
Mit der DC-9 wurde an diesem Tag der Inlandslinienflug EA898 von Miami, Florida nach Washington, D.C. mit Zwischenstopps in Raleigh, North Carolina und Norfolk, Virginia durchgeführt. Um 12:12 Uhr, ein paar Minuten hinter dem Zeitplan, startete die Maschine vom Flughafen Miami. Der Erste Offizier war dabei der Pilot Flying.
Um 13:10 Uhr startete die Cessna U206 (N2110F) mit einem Piloten und einem Passagier vom Raleigh County Memorial Airport. Der kurze Flug zum internationalen Flughafen von Raleigh-Durham sollte nach Sichtflugregeln durchgeführt werden. Um 13:32:45 Uhr kontaktierte der Pilot des Flugzeugs unmittelbar den für Landeanflüge zuständigen Fluglotsen und umging so den Anfluglotsen. Der an Bord befindliche Passagier stammte aus der Stadt Morrisville, die dreieinhalb Meilen vom Ende der Landebahn 05 entfernt und auf der Höhe der Anfluggrundlinie lag. Der Pilot bat dann den Lotsen um Freigabe, über Morrisville in 500 Fuß Höhe zu fliegen, bevor einige Minuten später das Anflugverfahren eingeleitet werden sollte. Die Freigabe wurde erteilt.
Um 13:42:40 Uhr meldete der Cessna-Pilot, dass er sich südwestlich des Outer Markers befand, und beantragte eine Landeerlaubnis. Der für Landeanflüge zuständige Lotse wies die Besatzung an, Landebahn 05 anzufliegen und zu melden, wann sich das Flugzeug in fünf Kilometern Entfernung befindet, damit die Landefreigabe erteilt werden könne. Um 13:44:35 Uhr fand eine Kommunikation zwischen dem Anfluglotsen und dem für Landeanflüge zuständigen Lotsen statt, bei der Ersterer Letzterem mitteilte, dass sich die DC-9 nur noch eine halbe Meile vom Inner Marker entfernt befand und dass er aufgrund von Flugbetrieb in diesem Bereich den Anflug der Maschine etwas verzögern musste. Der für Landeanflüge zuständige Lotse entgegnete, dass es sich dabei wohl um die Cessna handele, die "aus irgendeinem Grund" gebeten habe, Morrisville zu überfliegen. Der Anfluglotse machte den für Landungen zuständigen Lotsen dabei darauf aufmerksam, dass beide Maschinen in die gleiche Richtung und auf dem gleichen Kurs flogen.
Um 13:40:55 Uhr kontaktierte die Besatzung der DC-9 den Anfluglotsen und erhielt die Freigabe, den Anflug mittels ILS durchzuführen. Der Lotse übermittelte der Besatzung anschließend nacheinander vier Nachrichten, von denen die ersten beiden die im Flughafengebiet befindliche Cessna N2110F betrafen. Die Besatzung der DC-9 antwortete, dass sich das Kleinflugzeug unter den Wolken befinden müsse und dass man gedenke, die Maschine innerhalb der Wolkendecke noch tausend Fuß sinken zu lassen. Um 13:44:15 Uhr berichtete die Besatzung der DC-9, dass man die Landebahn nun in Sicht habe. Dies war der Zeitpunkt zum Wechsel auf die Frequenz des für Landeanflüge zuständigen Lotsen, mit dem sich die Piloten um 13:44:30 Uhr in Verbindung setzten. Die DC-9 überflog ein Drehfunkfeuer, jedoch in größerer Höhe als vorgesehen. Der Lotse gab die Freigabe, den Anflug fortzusetzen, warnte allerdings die Besatzung, dass die Cessna kurz zuvor das Funkfeuer ebenfalls passiert hatte. Der Kapitän der Douglas antwortete darauf, dass man das Kleinflugzeug wahrscheinlich schon überflogen habe. Eine Minute später erhielt die Besatzung die Freigabe zur Landung, jedoch meldeten die Piloten weitere 25 Sekunden später, dass sie mit der Unterseite der Maschine mit einem anderen Flugzeug kollidiert seien und daher den Landeanflug vorerst abbrechen würden. Augenzeugenberichten zufolge überflog die Douglas die Cessna, die sich unter ihrem Rumpf befand, in einer Höhe von etwa 320 Metern, woraufhin das Fahrwerk der DC-9 von hinten in die Tragfläche der Cessna einschlug. Das Kleinflugzeug verkeilte sich daraufhin unter der Passagiermaschine und verblieb zunächst in dieser Position. Die Insassen der Cessna überlebten die Kollision zunächst. Eine Minute und 15 Sekunden nach der ursprünglichen Kollision, als die Douglas das Ende der Landebahn 05 überflog, trennte sich die Cessna plötzlich vom Fahrwerk der DC-9, stürzte nahezu vertikal zu Boden und explodierte. Die beiden Insassen kamen dabei ums Leben. Die DC-9, die bei den Ereignissen geringfügig am Fahrwerk und am unteren Rumpf beschädigt wurde, blieb kontrollierbar. Die Piloten landeten die Maschine eine Stunde und sieben Minuten nach der Kollision sicher auf dem Zielflughafen. Von den 27 Personen an Bord kam niemand zu Schaden.

## Ursache
Nach Angaben des National Transportation Safety Board war der Unfall auf die begrenzte Kapazität und Ineffizienz der Flugsicherungsdienste im Bereich des Flughafens Raleigh-Durham zurückzuführen. Bei den Piloten ergab die Analyse der Flugbahnen beider Flugzeuge sowie der Strukturen der Cockpits, dass sich die Besatzungen nicht sehen und eine Kollision daher nicht vermeiden konnten. Der Kapitän der DC-9 gab später zu Protokoll, dass er das andere Flugzeug, vor dem ihn der Lotse gewarnt hatte, zu keinem Zeitpunkt gesehen hat.

## Verbleib der DC-9
Die nur geringfügig beschädigte DC-9 wurde nach dem Unfall repariert und verblieb weiter im Dienste der Eastern Air Lines. Nach der Insolvenz der Fluggesellschaft im Jahr 1991 erwarb die Flugzeugleasinggesellschaft  Aeron Aviation Resources Holdings die Maschine aus der Konkursmasse und verleaste sie ab dem 9. Juli 1991 an die Midway Airlines, die jedoch im selben Jahr ebenfalls in die Insolvenz ging. Die Maschine wurde daraufhin am 14. November 1991 auf dem Mojave Air & Space Port eingelagert. Ab dem 1. August 1993 folgte ein neuer Leasingvertrag mit der mexikanischen Fluggesellschaft SARO, bei der die Maschine mit dem neuen Luftfahrzeugkennzeichen XA-SHW in Betrieb ging. Im Jahr 1995 wurde die Maschine aus dem Zulassungsregister gestrichen und verschrottet.